# 상사초등학교 쌍지분교
상사초등학교 쌍지분교는 대한민국 전라남도 순천시에 있었던 공립 초등학교이다.

## 연혁
- 1941년 5월 18일 상사쌍지간이학교로 개설
- 1944년 4월 1일 상사서국민학교로 개교
- 1996년 3월 1일 상사서초등학교로 개칭
- 1999년 9월 1일 상사초등학교 쌍지분교로 격하
- 2010년 3월 1일 폐교